# Lód segregacyjny
Lód segregacyjny – szczególny rodzaj lodu powstający pod powierzchnią terenu w obrębie skał, tzw. lód śródskalny, będący tym samym odmianą lodu gruntowego. Tworzy on ciała przypominające kształtem soczewki, które dzięki zachodzącemu procesowi kriosukcji stale mogą zwiększać swoją objętość. Lód tworzący soczewkę może zwiększać jej objętość nawet dwukrotnie w stosunku do pierwotnych wymiarów powoli zajmowanej wolnej przestrzeni. Cząstki wody gruntowej są przyciągane elektrostatycznie przez lód z podległych horyzontów wodonośnych. 
Zjawisko powstawania lodu segregacyjnego umożliwia wykształcenie się charakterystycznych form związanych z rzeźbą strefy peryglacjalnej, takich jak np.: tufury, tworzące się podczas okresowego zamarzania gruntu. Zawierają one jądro zbudowane z lodu segregacyjnego, okryte darnią – stąd inne ich określenie: pagórki darniowe. Innego typu formą, której powstaniu sprzyja zjawisko kriosukcji, jest tzw. bugier, nazywany również palsa. Forma ta powstaje pod warstwą torfu, tworzy się tam jądro mineralne z obecnym lodem, który dzięki zachodzącemu ssaniu lodowemu, powoli przyrasta do formy powodując jej wzrost i w efekcie powstawanie kopulastego pagóra mrozowego (bugiera).
Wskutek tworzenia się soczew lodu segregacyjnego w glinie zwałowej, zachodzi zjawisko powstawania gęsto usytuowanych poziomych ciosów. Sytuacja taka może mieć miejsce podczas okresowego zamarzania gliny.